# فهرست هت‌تریک‌های لیگ قهرمانان اروپا
از زمان آغاز لیگ قهرمانان اروپا در سال ۱۹۹۲، بازیکنان زیادی توانسته‌اند در یک بازی ۳ گل یا بیشتر (هت تریک) به ثمر برسانند. 
کریستیانو رونالدو و لیونل مسی هر دو با هشت هتریک رکورددار هتریک در این مسابقات هستند .

## هت‌تریک‌ها
تا تاریخ ۱۰ دسامبر ۲۰۱۹
| راهنما | راهنما                              |
| ------ | ----------------------------------- |
| ۴      | بازیکنانی که چهار گل به ثمر رساندند |
| ۵      | بازیکنانی که پنج گل به ثمر رساندند  |

| بازیکن                | برای                | برابر               | نتیجه | تاریخ           | منبع    |
| --------------------- | ------------------- | ------------------- | ----- | --------------- | ------- |
| یول الرمان            | پی‌اس‌وی آیندهوون     | ژالگریس             | ۶–۰   | ۱۶ سپتامبر ۱۹۹۲ | [ ۲ ]   |
| روماریو               | پی‌اس‌وی آیندهوون     | آتن                 | ۵–۰   | ۴ نوامبر ۱۹۹۲   | [ ۳ ]   |
| مارکو فان باستن۴      | میلان               | گوتبورگ             | ۴–۰   | ۲۵ نوامبر ۱۹۹۲  | [ ۴ ]   |
| فرانک سوازی           | مارسی               | زسکا مسکو           | ۶–۰   | ۱۷ مارس ۱۹۹۳    | [ ۵ ]   |
| سرگئی رودیونوف        | اسپارتاک مسکو       | اسکونتو             | ۵–۰   | ۱۵ سپتامبر ۱۹۹۳ | [ ۶ ]   |
| برند هابش             | وردر برمن           | دینامو مینسک        | ۵–۲   | ۱۶ سپتامبر ۱۹۹۳ | [ ۷ ]   |
| لوک نیلیس             | اندرلشت             | هلسینکی             | ۳–۰   | ۲۹ سپتامبر ۱۹۹۳ | [ ۸ ]   |
| یاری لیتمانن          | آژاکس               | فرنس‌واروش           | ۵–۱   | ۲۷ سپتامبر ۱۹۹۵ | [ ۹ ]   |
| رائول                 | رئال مادرید         | فرنس‌واروش           | ۶–۱   | ۱۸ اکتبر ۱۹۹۵   | [ ۱۰ ]  |
| مایک نیوئل            | بلکبرن روورز        | روزنبورگ            | ۴–۱   | ۶ دسامبر ۱۹۹۵   | [ ۱۱ ]  |
| مارکو سیمونه          | میلان               | روزنبورگ            | ۴–۱   | ۲۵ سپتامبر ۱۹۹۶ | [ ۱۲ ]  |
| فاستینو آسپریا        | نیوکاسل یونایتد     | بارسلونا            | ۳–۲   | ۱۷ سپتامبر ۱۹۹۷ | [ ۱۳ ]  |
| آندری شوچنکو          | دینامو کیف          | بارسلونا            | ۴–۰   | ۵ نوامبر ۱۹۹۷   | [ ۱۴ ]  |
| اندی کول              | منچستر یونایتد      | فاینورد             | ۳–۱   | ۵ نوامبر ۱۹۹۷   | [ ۱۵ ]  |
| فیلیپو اینزاگی        | یوونتوس             | دینامو کیف          | ۴–۱   | ۱۸ مارس ۱۹۹۸    | [ ۱۶ ]  |
| آلساندرو دل‌پیرو       | یوونتوس             | موناکو              | ۴–۱   | ۱ آوریل ۱۹۹۸    | [ ۱۷ ]  |
| سیگور روشفلت          | روزنبورگ            | گالاتاسرای          | ۳–۰   | ۲۱ اکتبر ۱۹۹۸   | [ ۱۸ ]  |
| رود فن نیستلروی       | پی‌اس‌وی آیندهوون     | هلسینکی             | ۳–۱   | ۲۵ نوامبر ۱۹۹۸  | [ ۱۹ ]  |
| اوه روسلر             | کایزرسلاوترن        | هلسینکی             | ۵–۲   | ۹ دسامبر ۱۹۹۸   | [ ۲۰ ]  |
| آندری تیخونوف         | اسپارتاک مسکو       | ویلم دوم            | ۳–۱   | ۱۵ سپتامبر ۱۹۹۹ | [ ۲۱ ]  |
| سیمونه اینزاگی۴       | لاتزیو              | مارسی               | ۵–۱   | ۱۴ مارس ۲۰۰۰    | [ ۲۲ ]  |
| جرارد لوپز            | والنسیا             | لاتزیو              | ۵–۲   | ۵ آوریل ۲۰۰۰    | [ ۲۳ ]  |
| اندی کول              | منچستر یونایتد      | اندرلشت             | ۵–۱   | ۱۳ سپتامبر ۲۰۰۰ | [ ۲۴ ]  |
| فیلیپو اینزاگی        | یوونتوس             | هامبورگ             | ۴–۴   | ۱۳ سپتامبر ۲۰۰۰ | [ ۲۵ ]  |
| فروده یونسن           | روزنبورگ            | هلسینگبورگس         | ۶–۱   | ۲۶ اوت ۲۰۰۰     | [ ۲۶ ]  |
| مارکو سیمونه          | موناکو              | اشتورم گراتس        | ۵–۰   | ۲۷ سپتامبر ۲۰۰۰ | [ ۲۷ ]  |
| ریوالدو               | بارسلونا            | میلان               | ۳–۳   | ۱۸ اکتبر ۲۰۰۰   | [ ۲۸ ]  |
| کلودیو لوپز           | لاتزیو              | شاختار دونتسک       | ۵–۱   | ۲۵ اکتبر ۲۰۰۰   | [ ۲۹ ]  |
| والتر پاندیانی        | دپورتیوو لاکرونیا   | پاری سن-ژرمن        | ۴–۳   | ۷ مارس ۲۰۰۱     | [ ۳۰ ]  |
| پردراگ جورجویچ        | المپیاکوس           | بایر لورکوزن        | ۶–۲   | ۱۸ سپتامبر ۲۰۰۲ | [ ۳۱ ]  |
| روی ماکای             | دپورتیوو لاکرونیا   | بایرن مونیخ         | ۳–۲   | ۱۸ سپتامبر ۲۰۰۲ | [ ۳۲ ]  |
| فیلیپو اینزاگی        | میلان               | دپورتیوو لاکرونیا   | ۴–۰   | ۲۴ سپتامبر ۲۰۰۲ | [ ۳۳ ]  |
| یاکوبو                | مکابی حیفا          | المپیاکوس           | ۳–۰   | ۲۴ سپتامبر ۲۰۰۲ | [ ۳۴ ]  |
| مایکل اوون            | لیورپول             | اسپارتاک مسکو       | ۳–۱   | ۲۲ اکتبر ۲۰۰۲   | [ ۳۵ ]  |
| تیری آنری             | آرسنال              | رم                  | ۳–۱   | ۲۷ نوامبر ۲۰۰۲  | [ ۳۶ ]  |
| الن شیرر              | نیوکاسل یونایتد     | بایر لورکوزن        | ۳–۱   | ۲۶ فوریه ۲۰۰۳   | [ ۳۷ ]  |
| رونالدو               | رئال مادرید         | منچستر یونایتد      | ۳–۴   | ۲۳ آوریل ۲۰۰۳   | [ ۳۸ ]  |
| دیدیه دروگبا          | مارسی               | پارتیزان            | ۳–۰   | ۱ اکتبر ۲۰۰۳    | [ ۳۹ ]  |
| دادو پرشو۴            | موناکو              | دپورتیوو لاکرونیا   | ۸–۳   | ۵ نوامبر ۲۰۰۳   | [ ۴۰ ]  |
| روی ماکای             | بایرن مونیخ         | آژاکس               | ۴–۰   | ۲۸ سپتامبر ۲۰۰۴ | [ ۴۱ ]  |
| وین رونی              | منچستر یونایتد      | فنرباغچه            | ۶–۲   | ۲۸ سپتامبر ۲۰۰۴ | [ ۴۲ ]  |
| ایوان کلاشنیچ         | وردر برمن           | اندرلشت             | ۵–۱   | ۲ نوامبر ۲۰۰۴   | [ ۴۳ ]  |
| رود فن نیستلروی۴      | منچستر یونایتد      | اسپارتا پراگ        | ۴–۱   | ۳ نوامبر ۲۰۰۴   | [ ۴۴ ]  |
| سرگی سماک             | زسکا مسکو           | پاری سن-ژرمن        | ۳–۱   | ۷ دسامبر ۲۰۰۴   | [ ۴۵ ]  |
| تونجای شانلی          | فنرباغچه            | منچستر یونایتد      | ۳–۰   | ۸ دسامبر ۲۰۰۴   | [ ۴۶ ]  |
| سیلوین ویلتورد        | لیون                | وردر برمن           | ۷–۲   | ۸ مارس ۲۰۰۵     | [ ۴۷ ]  |
| آدریانو               | اینتر میلان         | پورتو               | ۳–۱   | ۱۵ مارس ۲۰۰۵    | [ ۴۸ ]  |
| وینچنزو یاکویینتا     | اودینزه             | پاناتینایکوس        | ۳–۰   | ۱۴ سپتامبر ۲۰۰۵ | [ ۴۹ ]  |
| رونالدینیو            | بارسلونا            | اودینزه             | ۴–۱   | ۲۷ سپتامبر ۲۰۰۵ | [ ۵۰ ]  |
| ساموئل اتوئو          | بارسلونا            | پاناتینایکوس        | ۵–۰   | ۲ نوامبر ۲۰۰۵   | [ ۵۱ ]  |
| آندری شوچنکو۴         | میلان               | فنرباغچه            | ۴–۰   | ۲۳ نوامبر ۲۰۰۵  | [ ۵۲ ]  |
| آدریانو               | اینتر میلان         | آرتمدیا براتیسلاوا  | ۴–۰   | ۲۳ نوامبر ۲۰۰۵  | [ ۵۳ ]  |
| لوان کوبیاشویلی       | شالکه ۰۴            | پی‌اس‌وی آیندهوون     | ۳–۰   | ۲۳ نوامبر ۲۰۰۵  | [ ۵۴ ]  |
| فرناندو مورینتس       | والنسیا             | المپیاکوس           | ۴–۲   | ۱۲ سپتامبر ۲۰۰۶ | [ ۵۵ ]  |
| دیدیه دروگبا          | چلسی                | لفسکی صوفیه         | ۳–۱   | ۲۷ سپتامبر ۲۰۰۶ | [ ۵۶ ]  |
| کاکا                  | میلان               | اندرلشت             | ۴–۱   | ۱ نوامبر ۲۰۰۶   | [ ۵۷ ]  |
| یوسی بنایون           | لیورپول             | بشیکتاش             | ۸–۰   | ۶ نوامبر ۲۰۰۷   | [ ۵۸ ]  |
| خوزبا یورنته          | ویارئال             | اوبی                | ۶–۳   | ۲۱ اکتبر ۲۰۰۸   | [ ۵۹ ]  |
| ژدسون                 | شاختار دونتسک       | بازل                | ۵–۰   | ۲۶ نوامبر ۲۰۰۸  | [ ۶۰ ]  |
| گرافایت               | وولفسبورگ           | زسکا مسکو           | ۳–۱   | ۱۵ سپتامبر ۲۰۰۹ | [ ۶۱ ]  |
| مایکل اوون            | منچستر یونایتد      | وولفسبورگ           | ۳–۱   | ۸ دسامبر ۲۰۰۹   | [ ۶۲ ]  |
| نیکولاس بنتنر         | آرسنال              | پورتو               | ۵–۰   | ۹ مارس ۲۰۱۰     | [ ۶۳ ]  |
| لیونل مسی۴            | بارسلونا            | آرسنال              | ۴–۱   | ۶ آوریل ۲۰۱۰    | [ ۶۴ ]  |
| ایویکا اولیچ          | بایرن مونیخ         | لیون                | ۳–۰   | ۲۷ آوریل ۲۰۱۰   | [ ۶۵ ]  |
| ساموئل اتوئو          | اینتر میلان         | وردر برمن           | ۴–۰   | ۲۹ سپتامبر ۲۰۱۰ | [ ۶۶ ]  |
| گرت بیل               | تاتنهام هاتسپر      | اینتر میلان         | ۳–۴   | ۲۰ اکتبر ۲۰۱۰   | [ ۶۷ ]  |
| آندره-پیر ژینیاک      | مارسی               | ژیلینا              | ۷–۰   | ۳ نوامبر ۲۰۱۰   | [ ۶۸ ]  |
| ماریو گومز            | بایرن مونیخ         | سی‌اف‌آر کلوژ         | ۴–۰   | ۳ نوامبر ۲۰۱۰   | [ ۶۹ ]  |
| کریم بنزما            | رئال مادرید         | اوسر                | ۴–۰   | ۸ دسامبر ۲۰۱۰   | [ ۷۰ ]  |
| لیونل مسی             | بارسلونا            | ویکتوریا پلزن       | ۴–۰   | ۱ نوامبر ۲۰۱۱   | [ ۷۱ ]  |
| ماریو گومز            | بایرن مونیخ         | ناپولی              | ۳–۲   | ۲ نوامبر ۲۰۱۱   | [ ۷۲ ]  |
| روبرتو سولدادو        | والنسیا             | خنک                 | ۷–۰   | ۲۳ نوامبر ۲۰۱۱  | [ ۷۳ ]  |
| بافتیمبی گومیس۴       | لیون                | دینامو زاگرب        | ۷–۱   | ۷ دسامبر ۲۰۱۱   | [ ۷۴ ]  |
| لیونل مسی۵            | بارسلونا            | بایر لورکوزن        | ۷–۱   | ۷ مارس ۲۰۱۲     | [ ۷۵ ]  |
| ماریو گومز۴           | بایرن مونیخ         | بازل                | ۷–۰   | ۱۳ مارس ۲۰۱۲    | [ ۷۶ ]  |
| کریستیانو رونالدو     | رئال مادرید         | آژاکس               | ۴–۱   | ۳ اکتبر ۲۰۱۲    | [ ۷۷ ]  |
| روبرتو سولدادو        | والنسیا             | باته بوریسف         | ۳–۰   | ۲۳ اکتبر ۲۰۱۲   | [ ۷۸ ]  |
| کلودیو پیسارو         | بایرن مونیخ         | لیل                 | ۶–۱   | ۷ نوامبر ۲۰۱۲   | [ ۷۹ ]  |
| بوراک ییلماز          | گالاتاسرای          | سی‌اف‌آر کلوژ         | ۳–۱   | ۷ نوامبر ۲۰۱۲   | [ ۸۰ ]  |
| روی پدرو              | سی‌اف‌آر کلوژ         | براگا               | ۳–۱   | ۲۰ نوامبر ۲۰۱۲  | [ ۸۱ ]  |
| لوئیز آدریانو         | شاختار دونتسک       | نورشلان             | ۵–۲   | ۲۰ نوامبر ۲۰۱۲  | [ ۸۲ ]  |
| روبرت لواندوفسکی۴     | بروسیا دورتموند     | رئال مادرید         | ۴–۱   | ۲۴ آوریل ۲۰۱۳   | [ ۸۳ ]  |
| کریستیانو رونالدو     | رئال مادرید         | گالاتاسرای          | ۶–۱   | ۱۷ سپتامبر ۲۰۱۳ | [ ۸۴ ]  |
| لیونل مسی             | بارسلونا            | آژاکس               | ۴–۰   | ۱۸ سپتامبر ۲۰۱۳ | [ ۸۵ ]  |
| کونستانتینوس میتروگلو | المپیاکوس           | اندرلشت             | ۳–۰   | ۲ اکتبر ۲۰۱۳    | [ ۸۶ ]  |
| زلاتان ابراهیموویچ۴   | پاری سن-ژرمن        | اندرلشت             | ۵–۰   | ۲۳ اکتبر ۲۰۱۳   | [ ۸۷ ]  |
| آلوارو نگردو          | منچستر سیتی         | زسکا مسکو           | ۵–۲   | ۵ نوامبر ۲۰۱۳   | [ ۸۸ ]  |
| آرتورو ویدال          | یوونتوس             | کپنهاگن             | ۳–۱   | ۲۷ نوامبر ۲۰۱۳  | [ ۸۹ ]  |
| نیمار                 | بارسلونا            | سلتیک               | ۶–۱   | ۱۱ دسامبر ۲۰۱۳  | [ ۹۰ ]  |
| رابین فن پرسی         | منچستر یونایتد      | المپیاکوس           | ۳–۰   | ۱۹ مارس ۲۰۱۴    | [ ۹۱ ]  |
| یاسین ابراهیمی        | پورتو               | باته بوریسف         | ۶–۰   | ۱۷ سپتامبر ۲۰۱۴ | [ ۹۲ ]  |
| دنی ولبک              | آرسنال              | گالاتاسرای          | ۴–۱   | ۱ اکتبر ۲۰۱۴    | [ ۹۳ ]  |
| لوئیز آدریانو۵        | شاختار دونتسک       | باته بوریسف         | ۷–۰   | ۲۱ اکتبر ۲۰۱۴   | [ ۹۴ ]  |
| لوئیز آدریانو         | شاختار دونتسک       | باته بوریسف         | ۵–۰   | ۵ نوامبر ۲۰۱۴   | [ ۹۵ ]  |
| لیونل مسی             | بارسلونا            | آپوئل               | ۴–۰   | ۲۵ نوامبر ۲۰۱۴  | [ ۹۶ ]  |
| سرخیو آگوئرو          | منچستر سیتی         | بایرن مونیخ         | ۳–۲   | ۲۵ نوامبر ۲۰۱۴  | [ ۹۷ ]  |
| ماریو مانجوکیچ        | اتلتیکو مادرید      | المپیاکوس           | ۴–۰   | ۲۶ نوامبر ۲۰۱۴  | [ ۹۸ ]  |
| کریستیانو رونالدو     | رئال مادرید         | شاختار دونتسک       | ۴–۰   | ۱۵ سپتامبر ۲۰۱۵ | [ ۹۹ ]  |
| روبرت لواندوفسکی      | بایرن مونیخ         | دینامو زاگرب        | ۵–۰   | ۲۹ سپتامبر ۲۰۱۵ | [ ۱۰۰ ] |
| کریستیانو رونالدو۴    | رئال مادرید         | مالمو               | ۸–۰   | ۸ دسامبر ۲۰۱۵   | [ ۱۰۱ ] |
| کریم بنزما            | رئال مادرید         | مالمو               | ۸–۰   | ۸ دسامبر ۲۰۱۵   | [ ۱۰۲ ] |
| الیویه ژیرو           | آرسنال              | المپیاکوس           | ۳–۰   | ۹ دسامبر ۲۰۱۵   | [ ۱۰۳ ] |
| کریستیانو رونالدو     | رئال مادرید         | وولفسبورگ           | ۳–۰   | ۱۲ آوریل ۲۰۱۶   | [ ۱۰۴ ] |
| لیونل مسی             | بارسلونا            | سلتیک               | ۷–۰   | ۱۳ سپتامبر ۲۰۱۶ | [ ۱۰۵ ] |
| سرخیو آگوئرو          | منچستر سیتی         | بروسیا مونشن‌گلادباخ | ۴–۰   | ۱۴ سپتامبر ۲۰۱۶ | [ ۱۰۶ ] |
| لیونل مسی             | بارسلونا            | منچستر سیتی         | ۴–۰   | ۱۹ اکتبر ۲۰۱۶   | [ ۱۰۷ ] |
| مسعود اوزیل           | آرسنال              | لودوگورتس رازگراد   | ۶–۰   | ۱۹ اکتبر ۲۰۱۶   | [ ۱۰۸ ] |
| لوکاس پرز             | آرسنال              | بازل                | ۴–۱   | ۶ دسامبر ۲۰۱۶   | [ ۱۰۹ ] |
| آردا توران            | بارسلونا            | بروسیا مونشن‌گلادباخ | ۴–۰   | ۶ دسامبر ۲۰۱۶   | [ ۱۱۰ ] |
| پیر امریک اوبامیانگ   | بروسیا دورتموند     | بنفیکا              | ۴–۰   | ۸ مارس ۲۰۱۷     | [ ۱۱۱ ] |
| کریستیانو رونالدو     | رئال مادرید         | بایرن مونیخ         | ۴–۲   | ۱۸ آوریل ۲۰۱۷   | [ ۱۱۲ ] |
| کریستیانو رونالدو     | رئال مادرید         | اتلتیکو مادرید      | ۳–۰   | ۲ مه ۲۰۱۷       | [ ۱۱۳ ] |
| هری کین               | تاتنهام هاتسپر      | آپوئل               | ۳–۰   | ۲۶ سپتامبر ۲۰۱۷ | [ ۱۱۴ ] |
| وسام بن یدر           | سویا                | ماریبور             | ۳–۰   | ۲۶ سپتامبر ۲۰۱۷ | [ ۱۱۵ ] |
| لوین کروزوا           | پاری سن-ژرمن        | اندرلشت             | ۵–۰   | ۳۱ اکتبر ۲۰۱۷   | [ ۱۱۶ ] |
| فیلیپه کوتینیو        | لیورپول             | اسپارتاک مسکو       | ۷–۰   | ۶ دسامبر ۲۰۱۷   | [ ۱۱۷ ] |
| سادیو مانه            | لیورپول             | پورتو               | ۵–۰   | ۱۴ فوریه ۲۰۱۸   | [ ۱۱۸ ] |
| لیونل مسی             | بارسلونا            | پی‌اس‌وی آیندهوون     | ۴–۰   | ۱۸ سپتامبر ۲۰۱۸ | [ ۱۱۹ ] |
| پائولو دیبالا         | یوونتوس             | یانگ بویز           | ۳–۰   | ۲ اکتبر ۲۰۱۸    | [ ۱۲۰ ] |
| ادین جکو              | رم                  | ویکتوریا پلزن       | ۵–۰   | ۲ اکتبر ۲۰۱۸    | [ ۱۲۱ ] |
| نیمار                 | پاری سن-ژرمن        | ستاره سرخ بلگراد    | ۶–۱   | ۳ اکتبر ۲۰۱۸    | [ ۱۲۲ ] |
| گابریل ژسوس           | منچستر سیتی         | شاختار دونتسک       | ۶–۰   | ۷ نوامبر ۲۰۱۸   | [ ۱۲۳ ] |
| کریستیانو رونالدو     | یوونتوس             | اتلتیکو مادرید      | ۳–۰   | ۱۲ مارس ۲۰۱۹    | [ ۱۲۴ ] |
| لوکاس مورا            | تاتنهام هاتسپر      | آژاکس               | ۳–۲   | ۸ مه ۲۰۱۹       | [ ۱۲۵ ] |
| ارلینگ برات هالند     | ردبول زالتسبورگ     | خنک                 | ۶–۲   | ۱۷ سپتامبر ۲۰۱۹ | [ ۱۲۶ ] |
| میسلاو اورشیچ         | دینامو زاگرب        | آتالانتا            | ۴–۰   | ۱۸ سپتامبر ۲۰۱۹ | [ ۱۲۷ ] |
| سرژ گنابری۴           | بایرن مونیخ         | تاتنهام هاتسپر      | ۷–۲   | ۱ اکتبر ۲۰۱۹    | [ ۱۲۸ ] |
| رحیم استرلینگ         | منچستر سیتی         | آتالانتا            | ۵–۱   | ۲۲ اکتبر ۲۰۱۹   | [ ۱۲۹ ] |
| کیلین ام‌باپه          | پاری سن-ژرمن        | کلوب بروخه          | ۵–۰   | ۲۲ اکتبر ۲۰۱۹   | [ ۱۳۰ ] |
| رودریگو               | رئال مادرید         | گالاتاسرای          | ۶–۰   | ۶ نوامبر ۲۰۱۹   | [ ۱۳۱ ] |
| روبرت لواندوفسکی ۴    | بایرن مونیخ         | ستاره سرخ بلگراد    | ۶–۰   | ۲۶ نوامبر ۲۰۱۹  | [ ۱۳۲ ] |
| آرکادیوش میلیک        | ناپولی              | خنک                 | ۴–۰   | ۱۰ دسامبر ۲۰۱۹  | [ ۱۳۳ ] |
| گابریل ژسوس (۲)       | منچستر سیتی         | دینامو زاگرب        | ۴–۱   | ۱۱ دسامبر ۲۰۱۹  | [ ۱۳۴ ] |
| یوسیپ ایلیچیچ۴        | آتالانتا            | والنسیا             | ۴–۳   | ۱۰ مارس ۲۰۲۰    | [ ۱۳۵ ] |
| مارکوس رشفورد         | منچستر یونایتد      | لایپزیگ             | ۵–۰   | ۲۸ اکتبر ۲۰۲۰   | [ ۱۳۶ ] |
| آلسان پلئا            | بروسیا مونشن‌گلادباخ | شاختار دونتسک       | ۶–۰   | ۳ نوامبر ۲۰۲۰   | [ ۱۳۷ ] |
| دیگو ژوتا             | لیورپول             | آتالانتا            | ۵–۰   | ۳ نوامبر ۲۰۲۰   | [ ۱۳۸ ] |
| عرفان قهوه‌چی          | استانبول باشاک‌شهر   | لایپزیگ             | ۳–۴   | ۲ دسامبر ۲۰۲۰   | [ ۱۳۹ ] |
| الیویه ژیرو (۲)۴      | چلسی                | سویا                | ۴–۰   | ۲ دسامبر ۲۰۲۰   | [ ۱۴۰ ] |
| نیمار (۳)             | پاری سن-ژرمن        | استانبول باشاک‌شهر   | ۵–۱   | ۹ دسامبر ۲۰۲۰   | [ ۱۴۱ ] |
| کیلین ام‌باپه (۲)      | پاری سن-ژرمن        | بارسلونا            | ۴–۱   | ۱۶ فوریه ۲۰۲۱   | [ ۱۴۲ ] |
| کریستوفر ان‌کونکو      | لایپزیگ             | منچستر سیتی         | ۳–۶   | ۱۵ سپتامبر ۲۰۲۱ | [ ۱۴۳ ] |
| سباستین آلر۴          | آژاکس               | اسپورتینگ           | ۵–۱   | ۱۵ سپتامبر ۲۰۲۱ | [ ۱۴۴ ] |
| روبرت لواندوفسکی (۴)  | بایرن مونیخ         | بنفیکا              | ۵–۲   | ۲ نوامبر ۲۰۲۱   | [ ۱۴۵ ] |
| روبرت لواندوفسکی (۵)  | بایرن مونیخ         | ردبول زالتسبورگ     | ۷–۱   | ۸ مارس ۲۰۲۲     | [ ۱۴۶ ] |
| کریم بنزما (۳)        | رئال مادرید         | پاری سن-ژرمن        | ۳–۱   | ۹ مارس ۲۰۲۲     | [ ۱۴۷ ] |
| کریم بنزما (۴)        | رئال مادرید         | چلسی                | ۳–۱   | ۶ آوریل ۲۰۲۲    | [ ۱۴۸ ] |
| روبرت لواندوفسکی (۶)  | بارسلونا            | ویکتوریا پلزن       | ۵–۱   | ۷ سپتامبر ۲۰۲۲  | [ ۱۴۹ ] |
| محمد صلاح             | لیورپول             | رنجرز               | ۷–۱   | ۱۲ اکتبر ۲۰۲۲   | [ ۱۵۰ ] |
| ارلینگ برات هالند۵    | منچسترسیتی          | لایپزیگ             | ۷–۰   | ۸ مارس ۲۰۲۳     | [ ۱۵۱ ] |